# Pestalotiopsis westerdykiae
Pestalotiopsis westerdykiae är en svampart som beskrevs av Steyaert 1949. Pestalotiopsis westerdykiae ingår i släktet Pestalotiopsis och familjen Amphisphaeriaceae.   Inga underarter finns listade i Catalogue of Life.